# 西富田地区
西富田地区（にしとみだちく）は、徳島県徳島市の行政上の地区である。内町・新町・東富田・西富田地域（都心地域）に属する。

## 地理
徳島市中央部、市の中心駅徳島駅の南西方に位置し、都心地域（中心市街地）の南西部を占める。徳島市の地区の中で最も狭い。
北は新町地区、東と南は東富田地区と接している。西は眉山の麓（地区としては新町地区と八万地区）に達する。
国道438号が中央を南北に貫き、ぞれと平行な道沿いに、南北に伸びる町が並んでいる。特に国道沿いに商業地区が発達し、その西は東富田地区の秋田町まで商業地区が続いている。一方、国道沿線より西は住宅地である。さらに西の眉山山麓には寺社が並ぶ。

### 地形
西縁の眉山山麓を除き、ほぼ全域が、標高数メートルの沖積平野である。
- 水路: 御座船入江川
- 山: 勢見山（中腹まで）・眉山（麓のみ）

## 町
人口は徳島市による推計（2024年12月）。
| 町丁   | 丁目     | 人口  | 注記            |
| ------ | -------- | ----- | --------------- |
| 栄町   | 1～4丁目 | 2340  | 全6丁目のうち。 |
| 鷹匠町 | 1～4丁目 | 2680  | 全6丁目のうち。 |
| 大道   | 1～4丁目 | 2990  |                 |
| 幟町   | 1～4丁目 | 347   |                 |
| 弓町   | 1～4丁目 | 201   |                 |
| 伊賀町 | 1～4丁目 | 3560  |                 |
| 勢見町 | 2丁目    | 9     |                 |
| 計     |          | 1,714 |                 |

## 歴史
現在の東富田地区と西富田地区は、江戸時代には富田と呼ばれ、武家町が広がっていた。なお、富田に隣接した町屋が、新町（現 新町地区）の富田町である。
西富田は武家町の中でも特殊で、さまざまな職能集団が住んだ。たとえば、鷹匠町には鷹匠（ただし実際は大道などに多かった）、幟町には御幟の者、定普請町（現 栄町）には定普請（土木工事）の者、御弓丁（現 弓町）には御弓の者（弓兵）、伊賀士丁（現 伊賀町）には伊賀役（忍者）が住んだ。これらは、町人の職能集団の町だった北隣の新町と対になっている。
富田は、明治までには名東郡富田浦町となり、1889年の徳島市制施行で徳島市の大字となった。1941年にいくつもの町に分割され、現在とほぼ同じ町割となった。
1945年の徳島大空襲では、西富田は徳島市街地で珍しく、ほとんど被害を受けなかった。ただし定普請町は全焼し、栄町として再建された。

## 交通
地区内に鉄道なし。

### 道路
- 国道
  - 国道438号
- 県道
  - （徳島県道136号宮倉徳島線 - 国道438号と重用）
- その他
  - モラエス通り

## 主な施設
- 瑞巌寺 - 瑞巌寺庭園で知られる。
- 観音寺 - 四国八十八箇所第十六番。